# نقطة انعطاف

رسمy = x³ بنقطة الانقلاب عند (0,0), وهي أيضًا نقطة سرجية.

في حساب التفاضل، نقطة الانقلاب أو نقطة الانعطاف هي نقطة واقعة على منحنى، يحدث عندها تغير في إشارة الانحناء؛ أي أن المنحنى يتغير من كونه محدبًا إلى أعلى (انحناء موجب) ويصير محدبًا إلى أسفل (انحناء سالب)، أو العكس. فمثلًا إذا تخيلنا سيارة تتحرك في طريق منحنٍ فإن الانقلاب هو النقطة التي تكون عجلة القيادة عندها مستقيمة لحظيًا، وذلك أثناء دورانها من اليسار إلى اليمين أو العكس.

## التسمية
انعطف تعني مَالَ، كأن تقول انعطف غصن جهة اليمين. انحنى والتوى. أخذ منعطفا. غير اتجاهه. انعطفت سيارة.

## تعريفات أخرى
فيما يلي تعريفات أخرى لنقطة الانقلاب مكافئة للتعريف السابق:
- هي نقطة على منحنى تتغير عندها إشارة المشتقة الثانية، هذا مماثل تمامًا إلى التعريف السابق؛ ذلك أن إشارة الانحناء دائمًا ما تكون نفس إشارة المشتقة الثانية، وإن كان الانحناء ليس نفسه المشتقة الثانية.
- أو هي نقطة (x, y) على الدالة (ƒ(x، تكون نقطة حرجة على الدالة (g(x، حيث (g(x)=ƒ′(x.
- أو هي نقطة يكون عندها معدل تغير ميل المماس للدالة (ƒ(x مساوٍ للصفر، ومعدل التغير في ميل المماس هو المشتقة الثانية للدالة، لكن لا يشترط أن أي نقطة تحقق المعادلة ƒ′′(x)=0 هي نقطة انقلاب.
- أو هي نقطة على منحنى، المماس عندها يمر خلال المنحنى عبر نفس نقطة التماس.

رسم الدالة (ƒ(x) = sin(2x في الفترة−π/4 إلى 5π/4 ، لاحظ أن المشتقة الثانية (ƒ″(x) = –4sin(2x، وأن المماس للمنحنى لونه أزرق عندما تكون الدالة محدبة إلى أعلى (المنحنى فوق المماس له)، ويكون لونه أخضر عندما تكون الدالة محدبة إلى أسفل (المنحنى تحت المماس له)، ولونه أحمر عند نقاط الانقلاب: 0، 2/π ،π

### تعريف
هي النقطة التي ينعدم عندها المشتق الأول للدالة ( التابع ) دون تغيير في إشارته .

#### ملاحظة
النقطة السرجية هي حالة خاصة من نقطة الانقلاب , يمكن إيجادها دون الحاجة لإيجاد المشتقة الثانية .